# داء المنسونيلات
داء المنسونيلات (بالإنجليزية: Mansonelliasis)‏ هي العدوى الناجمة عن الاٍصابة بالمنسونيلة.
هذا المرض متواجد في أفريقيا وأمريكا الاٍستوائية، ينتقل المرض عن طريق عض البراغيث والذبابة السوداء. ويكون المرض في الغالب من غير أعراض.